# Clarotes
Clarotes is een geslacht van straalvinnige vissen uit de familie van de stekelmeervallen (Claroteidae).

## Soorten
- Clarotes bidorsalis Pellegrin, 1938
- Clarotes laticeps (Rüppell, 1829)